# Mudenbach
Mudenbach település Németországban, Rajna-vidék-Pfalz tartományban. Lakosainak száma 766 fő (2023. december 31.).

## Népesség
A település népességének változása:
| Lakosok száma | 706  | 750  | 734  | 725  | 753  | 766  |
|               | 1975 | 2017 | 2019 | 2021 | 2022 | 2023 |